# Patriot Memory
Patriot Memory – amerykańskie przedsiębiorstwo 
działające na rynku pamięci komputerowych. Zajmuje się produkcją modułów pamięci operacyjnej, pamięci przenośnych oraz pokrewnych urządzeń i podzespołów komputerowych. 
Przedsiębiorstwo powstało w 1985 roku, a swoją siedzibę ma we Fremont w Kalifornii.